# بازهم حکایت‌های کانتربری سکسی
بازهم حکایت‌های کانتربری سکسی (انگلیسی: More Sexy Canterbury Tales) با نام اصلیِ حکایت‌های فکاهی از همسران شهوت‌دوست و شوهران توبه‌کار - دکامرون شماره ۶۹ (ایتالیایی: Sollazzevoli storie di mogli gaudenti e mariti penitenti - Decameron n° 69) یک کمدی سکسی سبک ایتالیایی  به کارگردانی جو داماتو است که در سال ۱۹۷۲ منتشر شد.
از آنجایی که داماتو می‌خواست نام واقعی‌اش به‌عنوان کارگردان در تیتراژ فیلم ذکر نشود، نام کارگردان در نسخه ایتالیایی «رومانو گاستالدی» نوشته شده که نام مستعار رومانو اسکانداریاتو (دستیار کارگردان) است و در نسخهٔ انگلیسی «رالف زوکر» نوشته شده‌است. در نسخهٔ ایتالیایی همچنین نام فیلمبردار فیلم (که در واقع خودِ جو داماتو بود) به صورت آریستیده ماساچزی آمده‌است که در واقع نام شناسنامه‌ای داماتو است.